# Escolta segura
Escolta segura és un concepte relacionat amb accions de promoció de la salut per a garantir que certes activitats recreatives, com concerts, discoteques, escoltar música, retransmissions, o podcasts, no posin en risc la nostra audició. Mentre la recerca mostra que repetides exposicions a qualsevol so fort en poden causar trastorns auditius i altres efectes de salut, “escolta segura” s'aplica específicament a l'escolta voluntària a través de sistemes personals d'escolta, productes d'amplificació de so personals (PASPs), o en locals d'entreteniment. L'”escolta segura” promou estratègies per a impedir efectes negatius, incloent pèrdua d'audició,  tinnitus i hiperacusia. Si bé l'”escolta segura” no aborda l'exposició a sons no desitjats (el denominat soroll), per exemple, en el treball o en altres entreteniments sorollosos, és una part essencial d'una aproximació completa del màxim de factors que conformen la salut auditiva total.

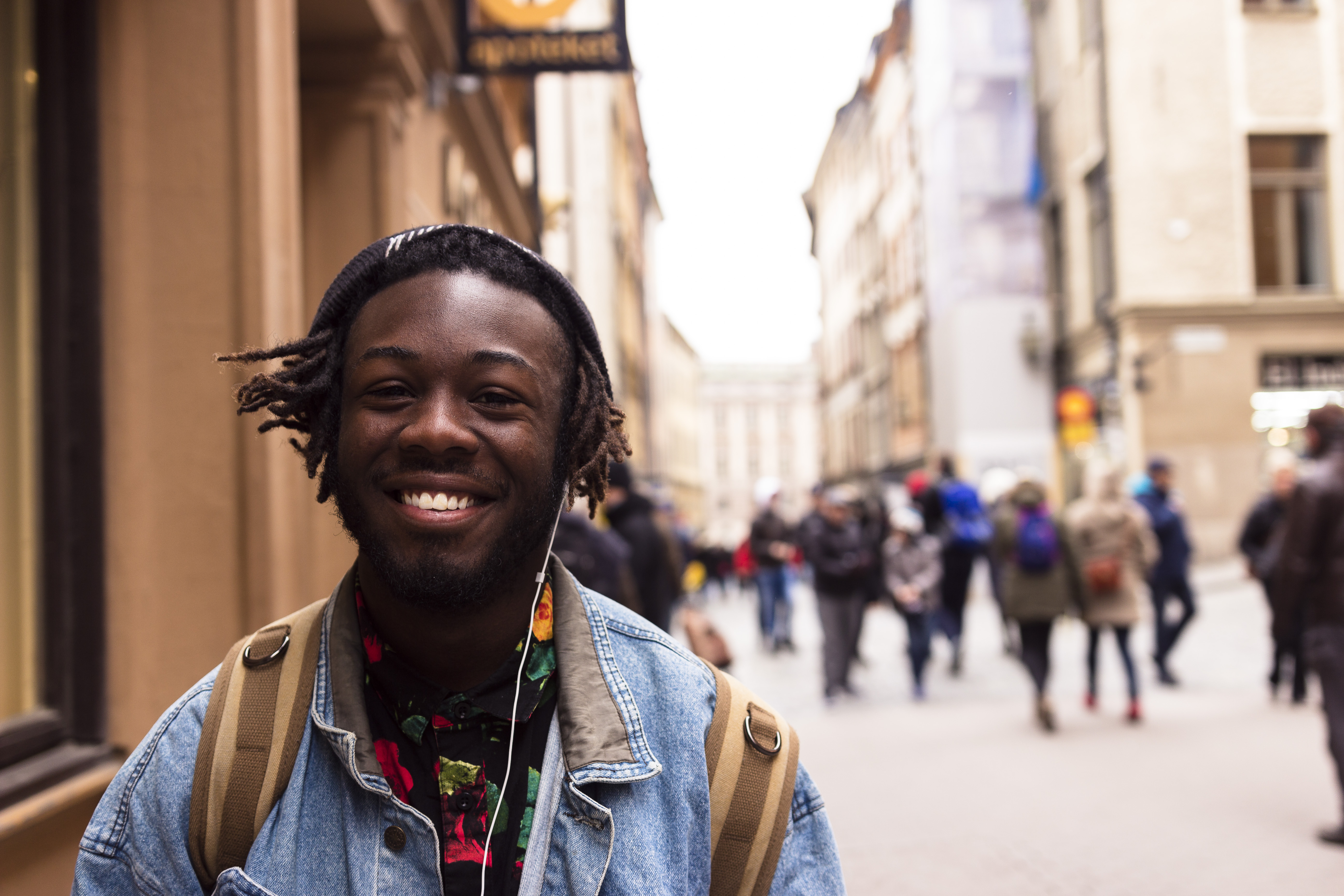
L'home que escolta a través d'auriculars

El risc d'efectes negatius per a la salut per exposicions al so (sigui soroll o música) ve principalment determinat per la intensitat del so (volum), la durada de l'esdeveniment, i la freqüència de dita exposició. Aquests tres factors caracteritzen el nivell general d'energia sonora que arriba a les oïdes d'una persona i que es pot utilitzar per a calcular una dosi de soroll. Aquest sistema s'ha utilitzat per a determinar els límits d'exposició de soroll en el treball.
Els límits reglamentaris i recomanats per a l'exposició al soroll es van desenvolupar a partir de les dades d'audició i soroll obtinguts en entorns ocupacionals, on l'exposició a sons forts és freqüent i les seves conseqüències poden influir durant dècades. Tot i que les regulacions específiques varien a tot el món, la majoria de les bones pràctiques en el lloc de treball consideren un màxim acceptat de 85 decibels (ponderat en dBA) de mitjana durant vuit hores per dia com el nivell d'exposició segur. Fent servir una taxa de canvi, típicament 3 dB, el temps d'escolta permès es redueix a la meitat a mesura que el nivell de so augmenta segons la taxa seleccionada. Per exemple, un nivell de so de fins a 100 dBA pot escoltar-se sense repercussió únicament 15 minuts cada dia.
A causa de la seva disponibilitat, les dades laborals han estat adaptades per a determinar els criteris de risc de danys per exposicions sonores fora del treball. El 1974, l'Agència de Protecció Mediambiental dels Estats Units va recomanar una exposició durant 24 hores màxim de 70 dBA, si no hi havia un període de descans per a les oïdes quan les exposicions es tenien una mitjana durant 24 hores i se succeeixen tots els dies de l'any (els límits d'exposició en el lloc de treball suposen 16 hores de silenci entre torns i dos dies de descans a la setmana). El 1995, l'Organització Mundial de la Salut (OMS) va concloure de manera similar que les exposicions mitjanes de 24 hores de 70 dBA o menys, representen un risc insignificant de pèrdua auditiva durant tota la vida. Seguint els informes sobre els trastorns auditius per a escoltar música, semblen necessàries intervencions i recomanacions addicionals per a prevenir els efectes adversos de les activitats recreatives relacionades amb el so.

## Salut pública i intervencions comunitàries
Diverses organitzacions han desenvolupat iniciatives per a promoure hàbits d'escolta segura. L'Institut Nacional de Sordesa i Altres Desordres de Comunicació (NIDCD) té directrius orientades a la població pre-adolescent (9-13 anys) per a escoltar de manera segura els reproductors de música personal. El programa de Decibels Perillosos promou l'ús de "Jolene" maniquins per a mesurar la producció de PASPs com una eina educativa per a crear consciència sobre la sobreexposició al so a través de l'escolta personal. Aquest tipus de mannequin és senzill i econòmic de construir i és sovint un reclam d'atenció en escoles, xerrades de salut, sales d'espera en clíniques, etc.
A Espanya, Federació AICE, membre del Fòrum Mundial de l'Audició, realitza un projecte anomenat “Laboratori Insonor” amb una proposta virtual accessible a la comunicació que ensenya a través d'un espai web continguts educatius sobre la Salut Auditiva i realitza en finalitzar la sessió una prova pre-audiomètrica que permet conèixer de manera senzilla la capacitat d'audició de l'alumnat i recomana acudir a professionals si els resultats no són favorables. El projecte forma part de la iniciativa Make Listening Safe de l'OMS.
Els Laboratoris Acústics Nacionals (NAL), una divisió de Hearing Austràlia, va desenvolupar el Know Your Noise (Coneix el teu Soroll), finançat pel Departament de Govern australià de Salut. El lloc web de Know your Noise té una Calculadora de Risc del Soroll que de manera fàcil per a l'usuari, identifica i entén els nivells d'exposició de soroll (en treball i oci), i els possibles riscos auditius. Els usuaris també poden realitzar-se una pre-audiometria en línia per a veure quan bé hi senten amb soroll de fons.
L'OMS va llançar la iniciativa Make Listening Safe (Promoció de l'Escolta Segura) com a part de la celebració del  Dia de l’Audició Mundial, que es celebra el 3 de març des de 2015. L'objectiu principal de la iniciativa és assegurar que les persones de totes les edats en puguin gaudir escoltant música i altres mitjans de comunicació d'àudio d'una manera que no els suposi un risc per a l'audició. La pèrdua induïda per soroll, hiperacusia, tinnitus i acúfens, han estat associades amb l'ús freqüent a volum alt de dispositius com  auriculars i unes certes tecnologies anomenades True Wireless Stereo.
Els objectius de Make Listening Safe són:
- Sensibilitzar i conscienciar sobre pràctiques d'escolta saludables, especialment entre la població més jove;
- Destacar els beneficis de l'escolta saludable a responsables polítics, professionals de salut, fabricants, pares i altres agents implicats;
- Desenvolupar i implementar estàndards aplicables a dispositius d'àudio personal i locals recreatius per a aconseguir les característiques d'escolta segura;
- Crear un repositori de recursos d’accés obert i informació sobre pràctiques d'escolta segura en almenys sis llengües (àrab, xinès, anglès, francès, rus i espanyol).[28]

El 2019 l'Organització Mundial de la Salut va publicar un paquet d'eines per a dispositius d'escolta segura i sistemes que proporcionin una guia de les estratègies proposades, identificant accions que governs, indústria i societat civil en poden justificar.

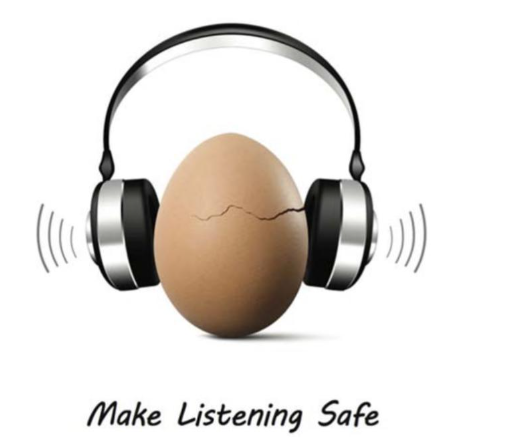
El logo per la Make Listening Safe de l'Organització Mundial de la Salut

Una de les aproximacions preses per Make Listening Safe és per a promoure el desenvolupament de característiques en productes d'amplificació de so personals (PASPs), per a augmentar la conscienciació en els usuaris en les pràctiques d'escolta arriscades. En aquest context, l'OMS es va associar amb la Unió de Telecomunicació Internacional (ITU) per a desenvolupar límits d'exposició adequats inclosos en les normes de seguretat voluntàries sobre "Directrius per a sistemes/dispositius d'escolta segura." Experts en els camps d'audiologia, otologia, salut pública, epidemiologia, acústica i enginyeria de so, així com organitzacions professionals, organitzacions d'estandardització, fabricants i usuaris estan collaborant en aquest esforç comú.
La iniciativa Make Listening Safe també cobreix locals d'oci. Nivells de pressió de so mitjà (NPS) en clubs nocturns, discoteques, bars, gimnasos i locals d'esports amb públic en directe poden aconseguir els 112 dBA (ponderats); els nivells de so en concerts de pop poden ser fins i tot més alts. L'exposició freqüent o una exposició breu a nivells de pressió sonora molt alts com aquests, en poden ser perjudicials. L'OMS està revisant les regulacions sobre soroll existents per a diversos llocs d'entreteniment, inclosos clubs, bars, sales de concerts i estadis esportius, com un primer pas en el desenvolupament d'un marc regulador que garantiria una escolta segura en aquests espais.
- un mSafeListening manual, damunt que per crear un mHealth segur escoltant programa.
- i uns mitjans de comunicació toolkit per als periodistes que contenen informació clau i com per parlar aproximadament segur escoltar.

## Intervencions de font del so

### Sistemes Personals d'Escolta (SPE)
Els sistemes personals d'escolta són dispositius portàtils – normalment un reproductor electrònic subjecte a auriculars o cascos –dissenyats per a escoltar diversos mitjans de comunicació, com música o videojocs. La producció sonora de tals sistemes varia àmpliament. Els nivells de producció màxima varien depenent dels dispositius concrets i dels requisits reguladors regionals.. La sortida de tals sistemes varia àmpliament. Nivells de sortida màxima varien dependre als dispositius específics i requisits reguladors regionals. Normalment, els usuaris SPE poden triar limitar el volum entre 75 i 105 dB NPS. L’ITU i l'OMS recomanen que els SPE siguin programats amb una funció de control d'un límit d'exposició de so setmanal i proporcioni alertes quan els usuaris consumeixen el seu temps de so setmanal. Si els usuaris reconeixen l'alerta, poden triar si reduir el volum o no. Però si l'usuari no reconeix l'alerta, el dispositiu automàticament reduirà el volum a un nivell predeterminat (basat en la manera seleccionada, per exemple 80 o 75 dBA). En transmetre la informació sobre l'exposició de manera que els usuaris finals la puguin entendre fàcilment, aquesta recomanació té com a objectiu facilitar als oients la gestió de les seves exposicions i evitar qualsevol efecte negatiu. L'aplicació de salut en iPhones, Apple Rellotges, i iPads incorpora ja aquestes recomanacions des de 2019. Aquests presenten l'opció agregada de l'Estudi d'Oïda de l'Apple, part de l'aplicació de Cerca que està sent conduïda en col·laboració amb la Universitat d'Escola de Michigan de Salut Pública. Les dades estan sent compartides amb la iniciativa d'escolta segura de l'OMS. Els resultats preliminars publicats el març 2021, al cap d'un any d'estudi, van indicar que el 25% dels participants van experimentar xiulets en les seves oïdes unes quantes vegades a la setmana o més, el 20% dels participants tenien pèrdua auditiva i el 10% presenta característiques típiques de casos de pèrdues d'audició per soroll. Gairebé el 50% dels participants van informar que no havien revisat la seva audició en els últims 10 anys i el 25% dels participants van experimentar altes exposicions a sons ambientals.
La Comissió Tècnica Internacional (ITC) va publicar el primer estàndard europeu IEC 62368–1 en sistemes d'àudio personal el 2010. Defineix nivells de producció segura per a SPEs a 85 dB o menys, mentre permet els usuaris augmentar el volum a un màxim de 100 dBA. Així i tot, quan els usuaris pugen el volum al nivell màxim, l'estàndard especifica que hauria de sortir una alerta per a advertir a l'oient del potencial problema auditiu.
El 2018 ITU i OMS estàndard H.870 "Directrius per a sistemes/dispositius d'escolta segura” dels dispositius en l'administració de so s'enfoquen en les dosis d'exposició setmanal. Aquest estàndard va estar basat en l'estàndard EN 50332-3
d’equipaments de sistema de sons: auriculars i cascos associats amb reproductors de música personal – nivell de pressió de so màxim metodologia de mesura – Part 3: mètode de mesura per a administració de dosi del so. Aquest estàndard defineix un límit d'escolta segura a una dosi de so setmanal equivalent a 80 dBA per a les 40 hores/setmana.

#### Diferències potencials en infants

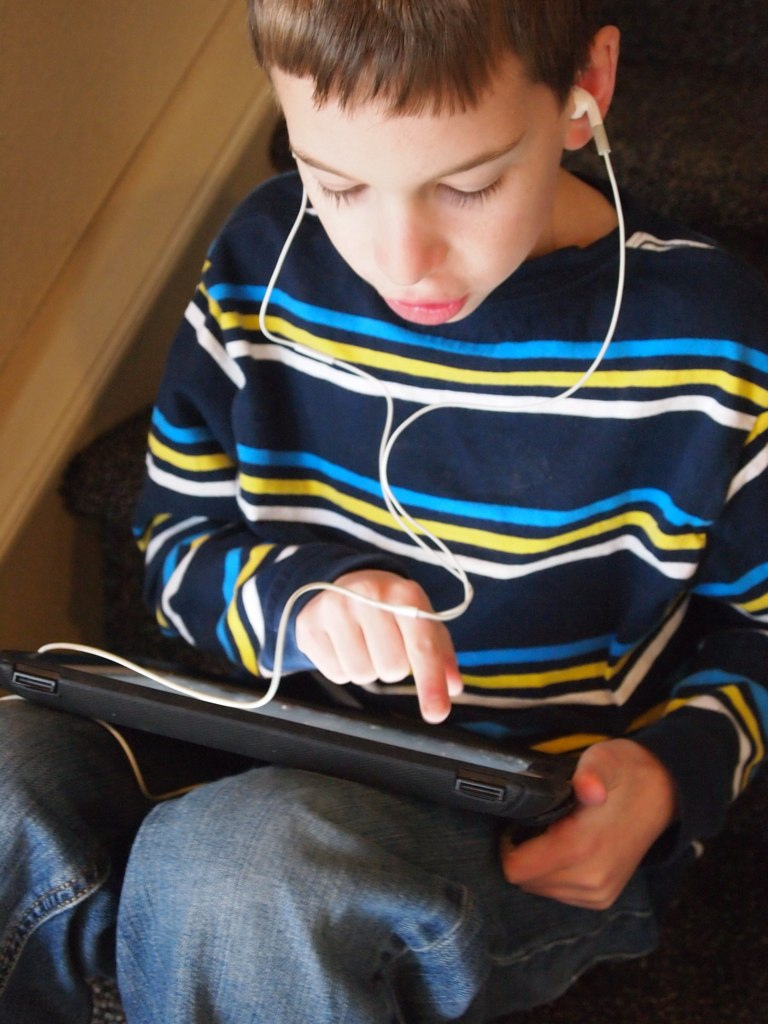
Foto de noi amb auriculars

L'ús freqüent de SPE entre els infants ha generat preocupació sobre els riscos potencials que podrien associar-se amb aquestaexposició. No hi ha cap acord en el risc acceptable de pèrdues auditives en infants; i els criteris de risc de mal en adults no són apropiats per a establir nivells d'escolta segura per a infants a causa de diferències en fisiologia i l'impacte del desenvolupament més seriós de pèrdua auditiva primerenca.
Un intent d'identificar nivells segurs va assumir que el límit d'exposició més apropiat per a l'exposició al soroll recreatiu en els infants tindria com a objectiu protegir el 99% dels infants d'un canvi en l'audició superior a 5 dB a 4 kHz després de 18 anys d'exposició al soroll. Utilitzant estimacions de l'Organització Internacional per Estandardització (ISO 1999:2013), els autors van calcular que 99% de nens que són exposats de naixement fins als 18 anys a 8h de nivells de so mitjà (LEX) de 82 dBA tindrien llindars auditius fins a 4,2 dB majors, indicant un canvi en la capacitat de sentir. Aquests autors recomanen per a preservar l'oïda de naixement fins a l'edat de 18 anys, exposicions de soroll limitades a 75 dBA sobre un període de 24 hores. Altres investigadors recomanen que la dosi de so setmanal sigui limitada a l'equivalent de 75 dBA per a 40 hores/setmana per a infants i usuaris que siguin sensiblesa estimulació de so intens.

### Productes d'amplificació de so personals (PASPs)
Els productes d'amplificació de so personals són dispositius d'amplificació del so per a fer servir per persones amb oïda normal. Els nivells de producció de 27 PASPs comercialment disponibles a Europa es van analitzar el 2014. Tots ells van tenir una producció màxima que va superar 120 dB SPL; 23 (85%) va superar 125 dB SPL, mentre 8 (30%) va superar 130 dB SPL. Cap dels productes analitzats van tenir una opció limitativa de volum.
L'informe va provocar el desenvolupament d'uns quants estàndards per a aquests dispositius. L’ANSI/CTA estàndard 2051 en "Els Criteris de Rendiment d'Amplificació de So Personal" es va aprovar el 2017. Aquest va especificar un màxim de pressió de so de producció de 120 dB en SPL. El 2019, l’ITU va publicar l'estàndard ITU-T H.871 titulat "Pautes d'escolta segura per a amplificadors de so personals". Aquest estàndard recomana que PASPs mesuri la dosi de so setmanal i compleixi amb un màxim de menys de 80 dBA durant 40 hores en 7 dies. Els dispositius PSAPs que no poden mesurar dosis de so setmanal haurien de limitar la producció màxima a 95 dBA per defecte. També recomana que els PSAPs proporcionin alertes clares en les seves guies d'usuari, embalatge, i que en la publicitat han d'esmentar-se els riscos per a l'oïda que poden desencadenar-se en utilitzar el dispositiu proporcionant informació per a evitar-los.

### Locals de diversió

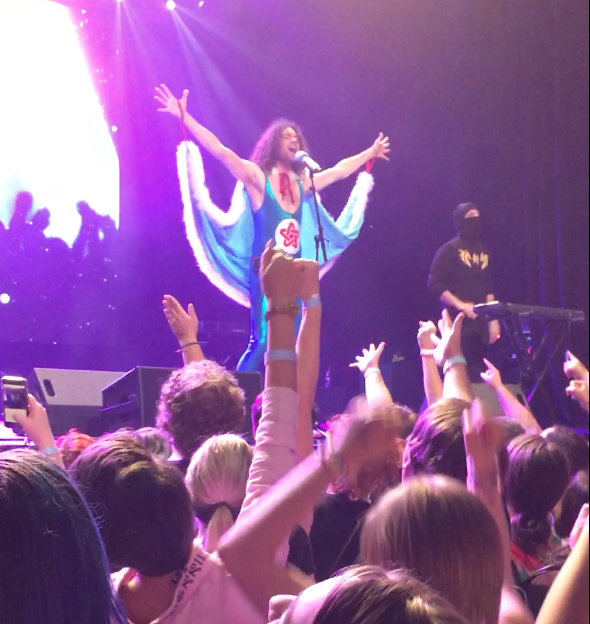
Concert de rock viu a local de diversió

El 2019, l'OMS va publicar un informe resumint les regulacions per al control d'exposició de so en locals d'oci a Bèlgica, França, i Suïssa. Aquest estudis de cas per cas es va publicar com un pas inicial cap al desenvolupament d'un marc regulador de l'OMS per al control d'exposició de so en locals d'oci. El 2020, un parell d'informes van descriure escenaris d'exposició i procediments en ús durant esdeveniments d'entreteniment. Es van tenir en compte la seguretat del públic assistent als esdeveniments, així com aquells exposats laboralment a la música d'intensitat alta i la influència sonora que s'hi exerceix en els barris circumdants. Es van presentar solucions tècniques, formes de monitoratge del so en l'escenari, així com indicadors dels problemes d'aplicar controls de soroll mediambiental en un entorn urbà, amb exemples concrets de cada país.
S'han implementat diverses aproximacions reguladores diferents per a dirigir nivells de so i minimitzar el risc de causar mal auditiu per a treballadors de locals de música. Un informe publicat el 2020 va identificar 18 controls que consideren nivells de so en locals d'entreteniment – 12 d'Europa i la resta de ciutats o estats d'Amèrica del Nord i del Sud. Les aproximacions legislatives inclouen: limitacions de nivell del so, monitoratge de l'exposició de so en temps real, subministrament obligatori de dispositius de protecció auditiva, requisits de senyalització i advertiment, restriccions de col·locació d'altaveus i garantia que els usuaris puguin accedir a zones tranquil·les o àrees de descans. L'efectivitat d'aquestes mesures per a reduir el risc auditiu no ha estat avaluada, però l'adaptació de les mesures descrites anteriorment són compatibles amb la jerarquia de controls utilitzades per a dirigir l'exposició de soroll en els llocs de treball.
Els usuaris de locals de música han indicat la seva preferència per a nivells de so més baix i poden ser receptius quan se'ls proporcionen  taps per a l’oïda o si en són accessibles. Aquesta troballa pot ser dependent de la regió o país. El 2018, el Centre de Control de Malalties i Prevenció dels EUA va publicar els resultats d'una enquesta d'adults amb relació a l'ús d'un dispositiu de protecció de l'oïda durant exposició a sons forts en esdeveniments recreatius. En general, quatre de cada cinc van informar que mai o rarament porten dispositius de protecció de l'oïda quan atenen esdeveniments esportius o d'entreteniment sorollosos. Els adults de 35 anys o més tenen una probabilitat significativament major al no usar protecció auditiva que els joves de 18 a 24 anys. Entre adults que sovint gaudeixen d'esdeveniments esportius, les dones tenien el doble de probabilitats que els homes de no usar mai o rares vegades protecció auditiva. L'educació universitària o tenir majors ingressos influeix en adults, els qui més probablement porten protecció auditiva. Les persones amb discapacitat auditiva o familiars sords eren significativament més propenses a utilitzar els seus dispositius protectors.
Els reptes a implementar mesures per a reduir riscos auditius en locals d'oci són significatius, ja sigui a través de directrius obligatòries o voluntàries, amb o sense sanció. Cal el treball de molts grups professionals diferents i la implicaciótant de directors de locals com de les persones usuàries.

## Intervencions personals
Si bé l'establiment d'intervencions efectives de salut pública i comunitària, la promulgació de lleis i reglaments apropiats i el desenvolupament d'estàndards pertinents per als sistemes d'escolta i àudio, són tots importants per a establir una infraestructura social per a una escolta segura; les persones poden prendre mesures per a garantir que els seus hàbits d'escolta personals minimitzin el seu risc de problemes d'audició. Personal segur escoltant les estratègies inclouen:
- Escoltar SPEs a nivells segurs, com 60% de l'escala de volum. Els auriculars que cancel·len o aïllen sorolls poden ajudar a evitar pujar el volum fins a contrarestar elsoroll de fons.
- Les aplicacions de sonòmetre poden ajudar a conèixer com de forts són els sons que ens envolten. Si no s'utilitza una aplicació de mesurament, una bona regla general és que els sons són potencialment perillosos si és necessari parlar amb veu elevada per a ser sentida per algú a la longitud d'un braç de distància. Algunes propostes per a reduir els nivells d’exposició seria apartar-se del so o utilitzar protecció a l'oïda.
- Monitoritzar la quantitat de temps dedicat a activitats sorolloses ajuda a administrar el risc. Sempre que sigui possible, descansar entre exposicions perquè les oïdes puguin recuperar-se.
- Detectar senyals de pèrdua auditiva: El tinnitus, la dificultat de sentir sons aguts (com els ocells que canten o notificacions de telèfon mòvil) i tenir problemes per a entendre un discurs amb soroll de fons poden ser indicadors de pèrdua auditiva.
- Realitzar una audiometria regularment. L'Associació de la Parla, el Llenguatge i l'Audició dels Estats Units recomana que els infants en edat escolar siguin examinats auditivament de manera anual des de la llar d’infància fins a la universitat. Els adults haurien d'examinar les seves oïdes cada deu anys fins als 50 anys, i després cada tres anys. L'audició s'ha d'avaluar abans si es desenvolupen signes d'advertència.[65][66]

Hem d'alerta els infants  i adults joves sobre els perills de sobreexposició a sons forts i com uns bons hàbits d'escolta segura  protegiran la seva audició. Un bon model d’hàbits d'escolta incitaria els joves a millorar la seva salut auditiva. Com a part de les seves activitats de promoció de la salut, els professionals relacionats amb l'oïda han de recomanar protecció apropiada (cascos amb cancellació de soroll, per exemple) quan sigui necessària i informar, entrenant i realitzant proves d'ajust per a garantir que les persones estiguin adequadament protegides.